# اریش آلبرشت (بازیکن فوتبال)
اریش آلبرشت (انگلیسی: Erich Albrecht; ۳۱ مارس ۱۸۸۹ – ۳۰ نوامبر ۱۹۴۹) بازیکن فوتبال اهل رایش آلمان بود.
وی همچنین در تیم ملی فوتبال آلمان بازی کرده‌است.